# Château de Cypierre
Le château de Cypierre est situé sur la commune de Volesvres en Saône-et-Loire, sur une butte.

## Description
La construction comprend quatre parties : un donjon de plan massé, en grande partie du XIIe siècle, élevé sur une motte forte ; une tourelle d'angle du XIVe siècle, de plan carré et comprenant un escalier à vis ; un corps de bâtiment élevé au XVIIIe siècle compris dans l'angle formé par la tourelle et le donjon ; un autre corps de bâtiment, de plan barlong, daté de 1823, accoté, partie au donjon, partie à la tourelle et qui a été endommagé en 1944 par les maquisards. Une terrasse et un escalier à deux volées droites avec repos desservent la façade est du premier bâtiment.
À l'ouest, une chapelle, antérieure à 1818, a été remontée en 1901.
Des dépendances s'élèvent à l'est autour d'une cour ouvrant au nord par un portail à porte charretière supportant un pigeonnier datant de 1831.
Une tourelle supportant deux bretèches est enclavée dans les bâtiments d'exploitation. Avec le donjon, elle constitue le seul vestige du système de défense du château.
Le château est une propriété privée et ne se visite pas.
Il fait l’objet d’une inscription au titre des monuments historiques depuis le 23 décembre 1985.

## Historique
- 1103 : J. de Cypierre se fait religieux au Prieuré de la Sainte-Trinité de Marcigny-lès-Nonnains, dépendant de Cluny, il fait don à son prieuré du meix de Cassandre en la paroisse d'Autefond à 1 lieue 3/4 de Charolles, 3/4 de lieu de Paray et 14 lieues d'Autun[3]
- 1262 : Première mention d'une maison forte possédée par Guillaume de Cypierre qui la tient en fief du duc ;
- Début XVIe siècle : la terre échoit par mariage à Pierre de Marcilly, qui ajoute à son nom celui de Cypierre ;
- Milieu XVIe siècle : le fils du précédent, Philibert de Marcilly, bailli d'Autun, acquiert de son frère, Pierre de Marcilly, évêque de cette cité, le château et la baronnie de Thoisy et devient gouverneur du futur roi Charles IX ;
- 1628 : À l'extinction de la lignée des Marcilly, le château est vendu aux Legoux de La Berchère ;
- 1639 : Ceux-ci le revendent à Jean Boyveau

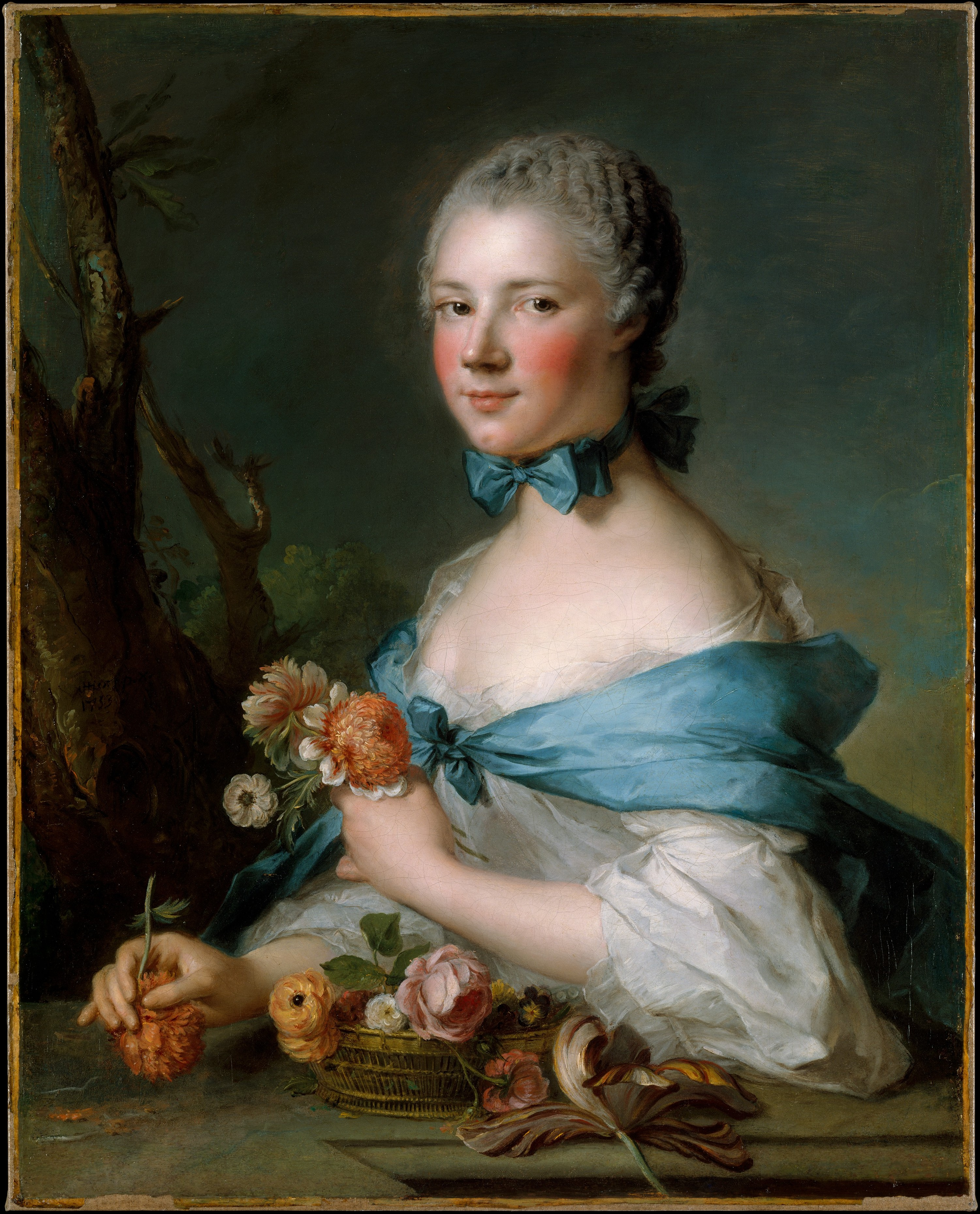
Portrait de femme,
dite la Marquise Perrin de Cypierre 1753 par Jean-Marc Nattier (New York, Metropolitan Museum of Art)

- 1720 : la seigneurie passe aux Perrin, dont Jean-François-Claude Perrin de Cypierre et son fils Adrien Philibert Perrin de Cypierre de Chevilly ;
- 1849 : Marguerite Perrin de Cypierre épouse le fils du général de Caulaincourt ;
- Seconde moitié du XIXe siècle : une fille des précédents s'unit à Pierre de Kergorlay
- Par mariage d'une de leur petite fille, le chateau appartient désormais à la famille de Bastard.